# 楊俊 (仇池)
楊 俊（よう しゅん、? - 360年）は、前仇池の第6代君主。兄は第4代君主楊初。子は楊世・楊統。

## 略歴
356年、兄の楊初の子の第5代君主楊国を殺害すると、仇池公を称して自立した。楊俊は使者を派遣して東晋に称藩した。
359年、東晋朝廷により、平西将軍・平羌校尉に任じられ、仇池公に封じられた。
360年1月、楊俊は亡くなった。子の楊世が後を継いだ。